# 국민수
국민수(鞠敏秀, 1963년 1월 23일 ~ , 충남 서산)는 대한민국의 법조인이다. 제56대 법무부 차관과 제45대 서울고등검찰청 검사장을 역임하였다.

## 학력
- 대신고등학교
- 서울대학교 사법학 학사

## 경력
- 제26회 사법시험 합격(사법연수원 16기 수료)
- 육군법무관
- 서울중앙지방검찰청 검사
- 춘천지방검찰청 강릉지청 검사
- 법무부 검찰2과 검사
- 서울지방검찰청 동부지청 검사
- 부산지방검찰청 부부장검사
- 대검찰청 검찰연구관
- 대검찰청 중앙수사부 특별수사지원과장
- 대검찰청 공보관
- 서울중앙지방검찰청 금융조사부장 검사
- 부산지방검찰청 형사2부장 검사
- 대검찰청 미래기획단장
- 수원지방검찰청 제2차장 검사
- 서울중앙지방검찰청 제2차장
- 서울고등검찰청 공판부장 검사
- 대검찰청 기획조정부장
- 청주지방검찰청 검사장
- 법무부 검찰국장
- 2013년 4월 5일 ~ 2013년 12월 24일 : 제56대 법무부 차관
- 2013년 12월 ~ 2015년 2월 : 제45대 서울고등검찰청 검사장
- 2015년 ~ 현재 : 김&장 법률사무소 변호사